# Youxi

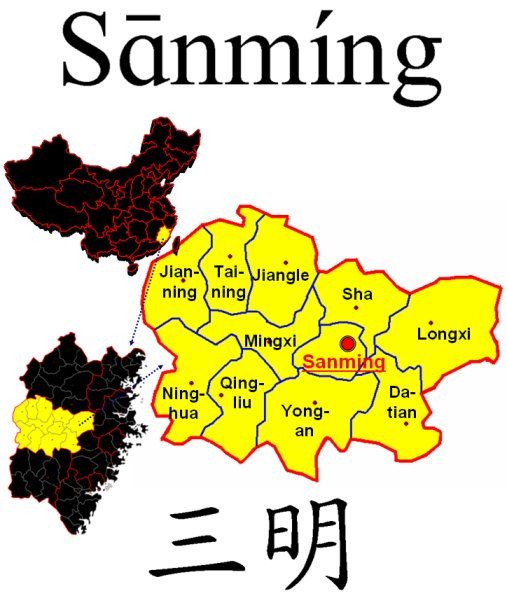
Kreisebene der Stadt Sanming

Youxi (chinesisch 尤溪县, Pinyin Yóuxī Xiàn) ist ein chinesischer Kreis der bezirksfreien Stadt Sanming in der Provinz Fujian. Er hat eine Fläche von 3.420 km² und zählt 341.638 Einwohner (Stand: 2020). Sein Hauptort ist die Großgemeinde Chengguan (城关镇).

## Administrative Gliederung
Auf Gemeindeebene setzt sich der Kreis aus acht Großgemeinden und sieben Gemeinden zusammen. 

## Persönlichkeiten
- Lin Yuwei (* 1999), Hürdenläuferin